# Diocèse de Santíssima Conceição do Araguaia
Le diocèse de la Très sainte Conception d'Araguaia, en portugais Santissima Conceição do Araguaia, en latin Dioecesis Sanctissimae Conceptionis de Araguaya, est une circonscription ecclésiastique de l'Église catholique au Brésil.
Le diocèse appartient à la province ecclésiastique de Belém et est suffragant de l'archidiocèse de Belém do Pará. Le siège épiscopal est la cathédrale Notre-Dame de la Conception, à Conceição do Araguaia, dans l'État du Pará.

## Histoire
La région a été évangélisée par le frère Gilles Villeneuve et les dominicains de Toulouse. à partir d'avril 1897. Ils sont les fondateurs de la ville de Conceição do Araguaia.
La prélature de la Très Sainte Conception d'Araguaia (Territorialis Praelatura Sanctissimae Conceptionis d'Araguaya) a été érigée le 18 juillet 1911, par décret de la Congrégation du Sacré Consistoire, à partir d'un territoire de l'archidiocèse de Belém do Pará.
La cathédrale est construite de 1917 à 1934. Elle est inaugurée le 8 décembre 1934.
Le 20 décembre 1969, par décret Cum Urbs de la Sacrée Congrégation pour les évêques, le siège est transféré à la ville de Marabá, devenant ainsi la prélature de Marabá (Territorialis Praelatura Marabensis).
Le 27 mars 1976, la bulle Ne Diutius de Paul VI, érige la prélature de la Très Sainte Conception d'Araguaia, démembrant celles de Cristalândia et Marabá.
Le 16 octobre 1979, par la bulle Cum Praelatura de Jean-Paul II, le territoire est érigé en diocèse.

## Congrégations

### Congrégations masculines
- Institut des Frères des Écoles Maristes (Barrière des Champs - Santana do Araguaia)
- Société des Missionnaires du Sacré-Cœur de Jésus (Rédemption)
- Société des missions étrangères de saint François Xavier (rachat)
- Ordre des prédicateurs (Xinguara)

### Congrégations féminines
- Congrégation des Sœurs Sacramentines (Xinguara)
- Institut des Sœurs Missionnaires de Santa Teresinha do Menino Jesus (Conceição do Araguaia)
- Congrégation des Sœurs de Notre-Dame du Calvaire (forêt d'Araguaia)
- Congrégation des Missionnaires Franciscains Pauvres Clarisses du Saint Sacrement (Rédemption)
- Congrégation des Sœurs de Jésus Bon Pasteur (Rédemption)
- Congrégation des Bénédictins de la Divine Providence (Rio Maria)
- Congrégation des Sœurs Missionnaires Carmélites (Santana do Araguaia)

## Évêques
- Frei Stephen Cardoso d'Avellar, OP (1976-1978), nommé évêque d'Uberlandia
- Patrick Joseph Hanrahan, CSSR (1979-1993)
- Pedro José Conti (1995-2004), nommé évêque de Macapa
- Dominique You (depuis 2006)